# Gabriel Biel

Wendelin Stambach, Supplementum commentarii, 1574

Gabriel Biel C.R.S.A. (Espira, ca.1410-Tubinga, 1495) fue un teólogo católico alemán, llamado el "doctor profundísimo", profesor en Tubinga llamado el último de los escolásticos.

## Biografía
Ordenado presbítero en 1432, estudió después en Heidelberg, donde alcanzó el grado de Magister Artium en 1438. En 1451 estuvo en Erfurt, pero dos años más tarde es en Colonia donde obtiene el Bachillerato en Teología, y de 1455 a 1457 de nuevo estuvo radicado en Erfurt. Consta como Licentiatus in Theologia, pero no se sabe dónde obtuvo este grado, tal vez en Erfurt o en Colonia. Se sabe que no obtuvo el doctorado, según él mismo afirma. En 1457 se trasladó a Maguncia como predicador de la catedral, donde permaneció probablemente hasta 1465, con dos interrupciones.
Colaboró con el conde Eberhard I de Wurtemberg en dar inicio a la Universidad de Tubinga, fundada en 1477, y de la cual fue rector en dos ocasiones. Allí, desde 1484, fue su primer profesor de Teología, asignatura por la cual la universidad luego adquiriría gran fama. 
Promovió la devotio moderna. Intervino en la fundación de varias casas de los Hermanos de la Vida Común y llegó a formar parte de ellos. Fue su superior. Entre 1486 y 1488 redactó los tres primeros libros de su Comentario a las Sentencias y parte del cuarto (lo terminó después su discípulo Wendelin Steinbach). A lo largo del siglo XVI se hicieron diez ediciones del Collectorium circa IV libros Sententiarum  (editado por primera vez en 1501).
En el conflicto que surgió entre Diether von Isenburg (arzobispo de Maguncia) y Adolf von Nassau (no confundir con su homónimo Adolf von Nassau, anterior rey germánico) por la sede episcopal de Maguncia, Gabriel Biel apoyó al último, candidato del papa Pío II, y llegó a escribir su Defensorium oboedientiæ apostolicæ en 1462.

## Pensamiento
Discípulo de Guillermo de Occam, tal como él mismo se declaró, en realidad fue más bien seguidor de Juan Duns Scoto, y un pensador ecléctico. El pensamiento de Biel se caracteriza por su equilibrio, manteniéndose en muchos puntos al margen -contra la costumbre de la época- de disputas teológicas de escuelas. En términos filosóficos, generalmente se lo cataloga como nominalista o como escotista. Mantuvo buen trato con otras corrientes de pensamiento, tales como con los realistas o con los humanistas.
Algunas posiciones defendidas por Gabriel Biel en su momento eran materia de discusión y después se convirtieron en doctrina teológica predominante. Algunas de ellas son: que el estado no puede obligar a judíos, paganos o niños a recibir el bautismo; que el poder de la absolución es inherente al orden sacerdotal y que sólo la materia (es decir, las personas a las que absolver) puede ser concedida o retenida por el ordinario; que toda jurisdicción eclesiástica es derivada del Papa, mediata o inmediatamente; que el ministro del bautismo no necesita para ello más que la intención específica de hacer lo que la Iglesia quiere con tal sacramento; y que el Contractus Trinus es moralmente legal.
Gabriel Biel es muy conocido por sus aportes a la economía política. Sostuvo que el precio justo de los commodity se ajuta a las necesidades humanas, por su falta o abundancia, y por la dificultad que su proceso implica. Esta enumeración incluye todos los factores que gobiernan la llamada ley del mercado, y fue la más completa y razonable de las que hasta el momento se habían establecido. Aunque escribió una obra sobre la moneda, la mayor parte de sus observaciones sobre economía están en su comentario al IV libro de las Sentencias de Pedro Lombardo.

## Obras

Commentarii doctissimi in 4. Sententiarum libros, 1574

- Epitome expositionis canonis Missae ("Pequeña exposición sobre el canon de la Misa "), Tubingen 1499
- Sacri canonis Missae expositio resolutissima literalis et mystica ("Exposición resolutísima y mística sobre el sacro canon de la Misa"), Brixen, 1576.
- Sermones ("Sermones"), Brixen, 1585.
- Collectorium sive epitome in magistri sententiarum libros IV ("Selección o resumen de los IV libros de las Sentencias del Maestro "), Brixen, 1574.
- Tractatus de potestate et utilitate monetarum ("Tratado sobre la potesta y la utilidad de la moneda"), Herausgegeben, 1516.
- Defensorium oboedientiae apostolicae escrito en 1462.